# Patrick Ouchène

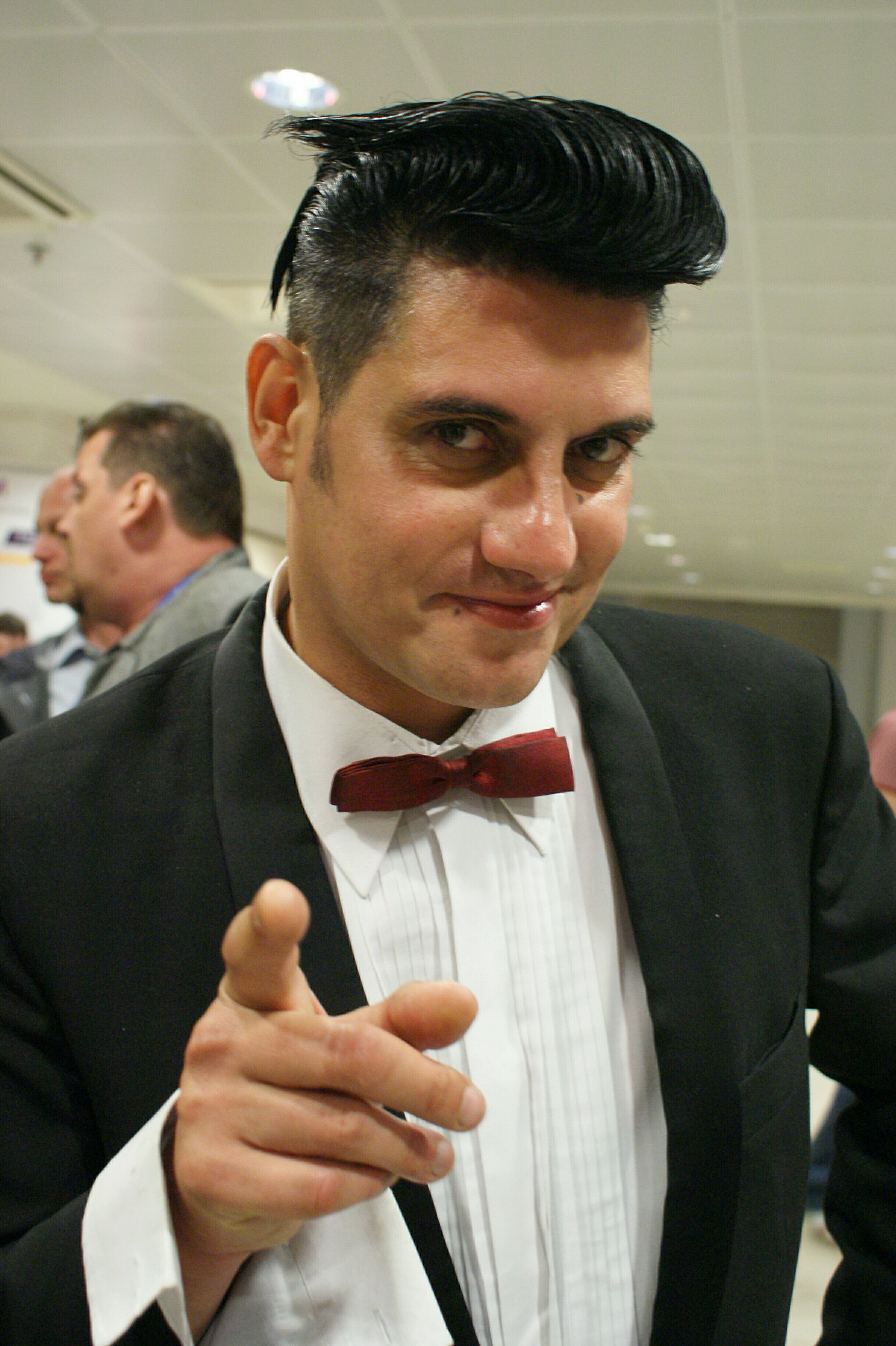
Patrick Ouchène.

Patrick Ouchène är en sångare från Belgien som representerade sitt land i Eurovision Song Contest 2009.
Han gick inte vidare i semifinalen. 
Låten Copycat är en hyllning och samtidigt en diss till "The King Of Rock", Elvis Presley.